# Corinto (Nicaragua)
Corinto es un municipio del departamento de Chinandega en la República de Nicaragua. En la costa noroeste del Pacífico nicaragüense.

## Geografía
El municipio de Corinto tiene una extensión de 70.67 km², está ubicada entre las coordenadas 12° 29′ 4″ de latitud norte y 87° 10′ 34″ de longitud oeste, a una altitud de 8 m s. n. m., sus límites son al norte con los municipios de El Realejo y Chichigalpa, al sur con el Océano Pacífico, al este con los municipios de Chichigalpa y León y al oeste con el Océano Pacífico.

## Historia
Fue fundado en 1858, como resultado de la donación que hiciera don Mariano Montealegre y Romero quién cedió al país la isla Punta Ycaco con la condición que en ella se abriese el puerto, a la sazón llamado Corinto y el cual a su vez sustituyó al Puerto de la Posesión de El Realejo.

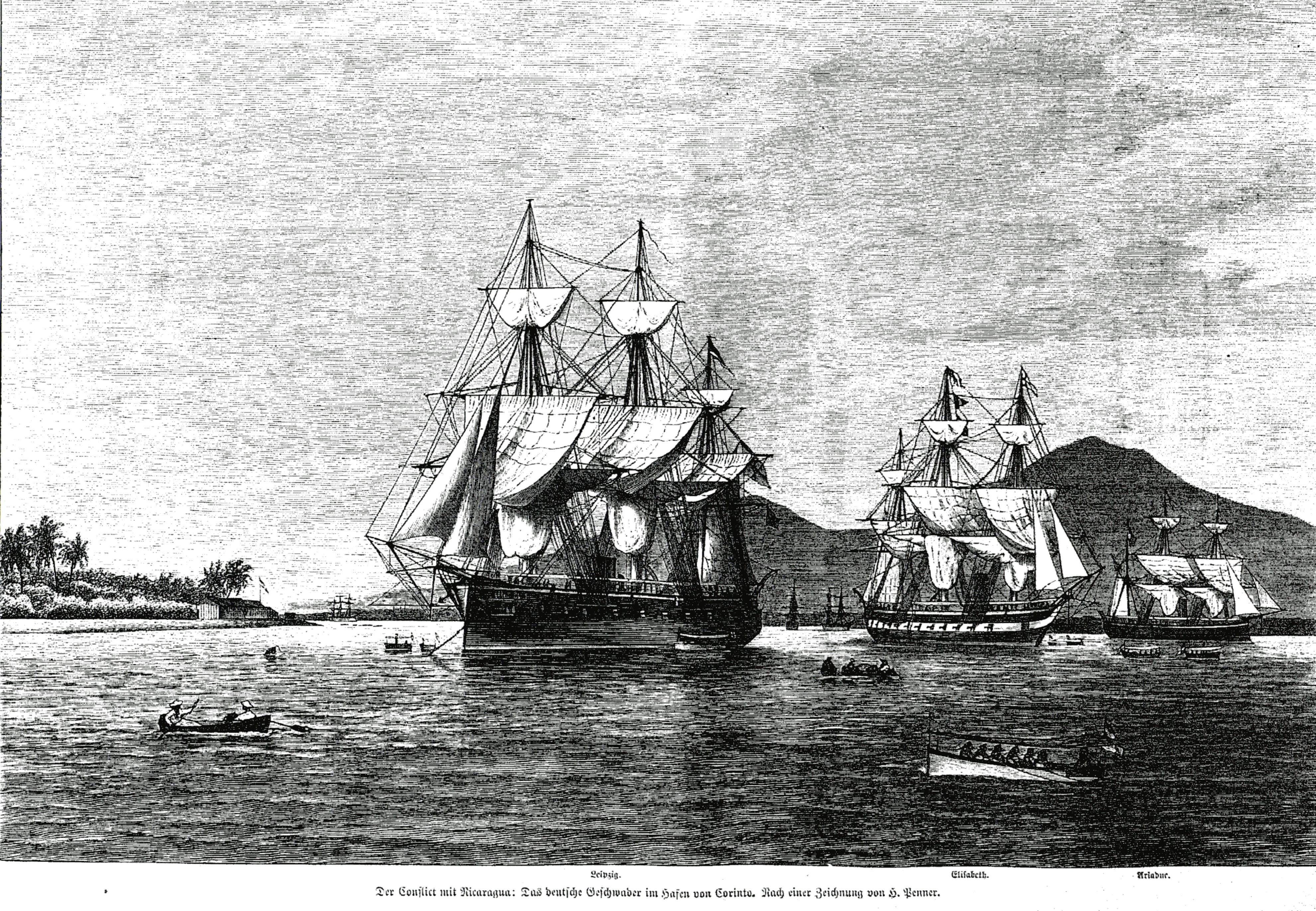
La flotilla centroamericana cerca de Corinto en marzo de 1878 compuesta por los navíos SMS Leipzig, Elisabeth y Ariadne (respectivamente desde la izquierda) – Dibujo de H. Penner para el Illustrierte Zeitung, de 13 de julio de 1878

En marzo de 1878, el puerto fue ocupado por tres buques de guerra de la Marina Imperial alemana, las corbetas SMS Leipzig, SMS Elisabeth y SMS Ariadne, durante el Caso Eisenstuck (Eisenstuck-Affäre). En Corinto se realizaron dos reuniones presidenciales centroamericanas, las Cumbres de Corinto, en 1902 y 1904. En la primera de ellas de firmó el Pacto de Corinto o Tratado de Paz y Arbitraje Obligatorio entre Costa Rica, El Salvador, Honduras y Nicaragua, que quedó inoperante en 1907 (a raíz del conflicto bélico de Honduras y El Salvador contra Nicaragua).
Este pueblo fue escogido, debido a su ubicación, para convertirlo en una ciudad-puerto. En realidad, Corinto es una isla separada de tierra firme por el mismo estero, pero la construcción de un puente y una carretera (para vehículos pesados) la conectaron a tierra firme.
El puerto de Corinto tiene gran relevancia internacional ya que acá se encuentra el puerto más importante de Nicaragua – especialmente en la costa del Pacífico. La mayor parte del petróleo entra al país por este puerto. Además, muchos de los productos agrícolas son importados y exportados a través de Corinto. 
En sus cercanías se pueden apreciar contenedores de licor, petróleo, metanol, melaza y otros derivados de la caña de azúcar, que están esperando para ser cargados en los barcos para su exportación o han sido recientemente importados. Además, cada mes se puede ver como los cruceros anclan en este puerto de Corinto.
Paralelo a la actividad portuaria, Corinto también ofrece una playa acompañada por restaurantes alineados en la costa. El lugar es conocido como Costa Azul y brinda una vista de la bahía y de muchas otras islas localizadas frente a esta.
Entre estas islas está la isla Isla El Cardón, conocida como el lugar en el cual Rubén Darío escribió “A Margarita”, uno de sus poemas más famosos. Esta y las demás islas son estrechas y están inhabitadas, y cubiertas por vegetación; aunque es un sitio usado para nadar, desde esas islas se puede ver el atardeceres.

## Demografía
Corinto tiene una población actual de 18,650 habitantes. De la población total, el 47.8% son hombres y el 52.2% son mujeres. Casi el 100% de la población vive en la zona urbana.

## Localidades

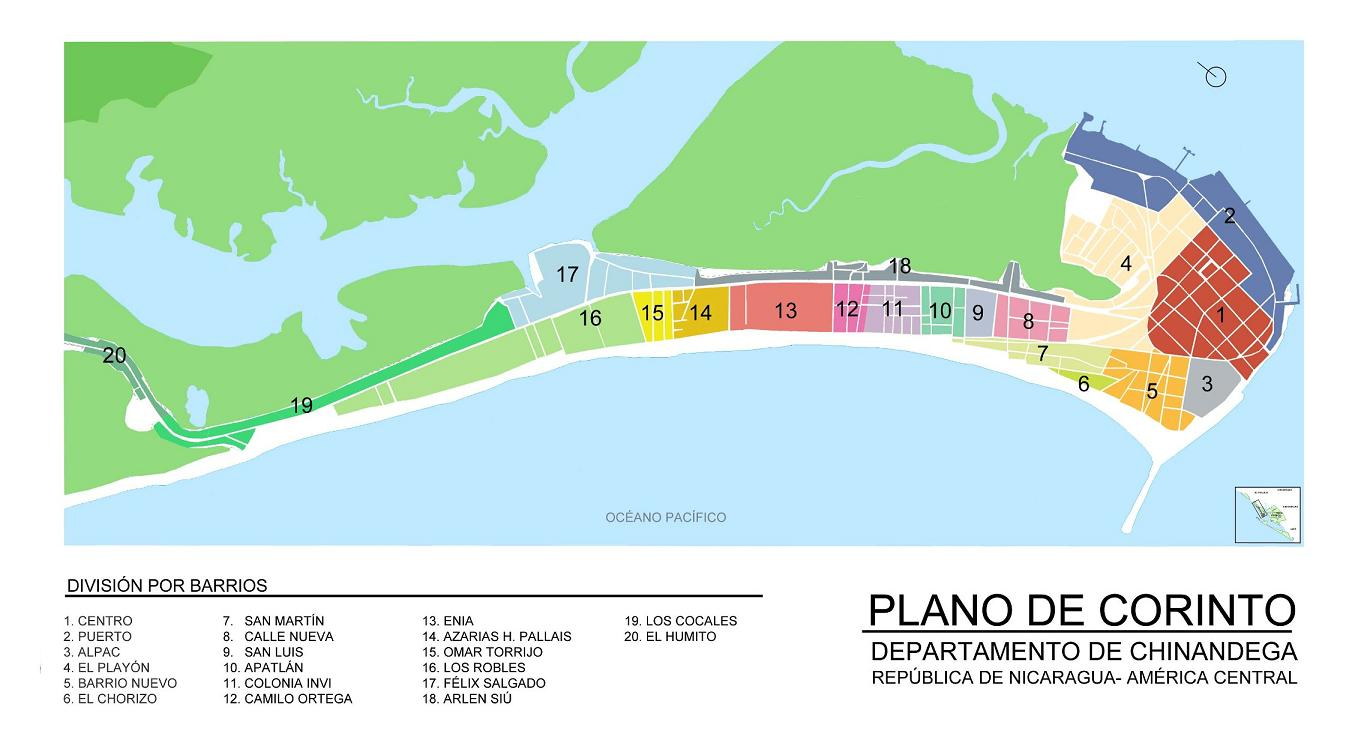
Barrios de Corinto

El municipio se divide además en 20 barrios:
- Alpac (#3)
- Apatlán (#10)
- Arlen Siu (#18)
- Azarías H. Pallais (#14)
- Barrio Nuevo (#5)
- Calle Nueva (#8)
- Camilo Ortega (#12)
- Centro (#1)
- Colonia Invi (#11)
- El Chorizo (#6)
- El Humito (#20)
- El Playón (#4)
- Enia (#13)
- Félix Salgado (#17)
- Los Cocales (#19)
- Los Robles (#16)
- Omar Torrijos (#15)
- Puerto (#2)
- San Luis (#9)
- San Martín (#7)

## Economía
Era una terminal ferroviaria y es el puerto más grande y único del Pacífico de Nicaragua para la importación y exportación de mercancías. Tiene su terminal de contenedores y es capaz de gestionar una amplia variedad de carga: líquida, granel, contenedores, turismos, etc.

## Transporte

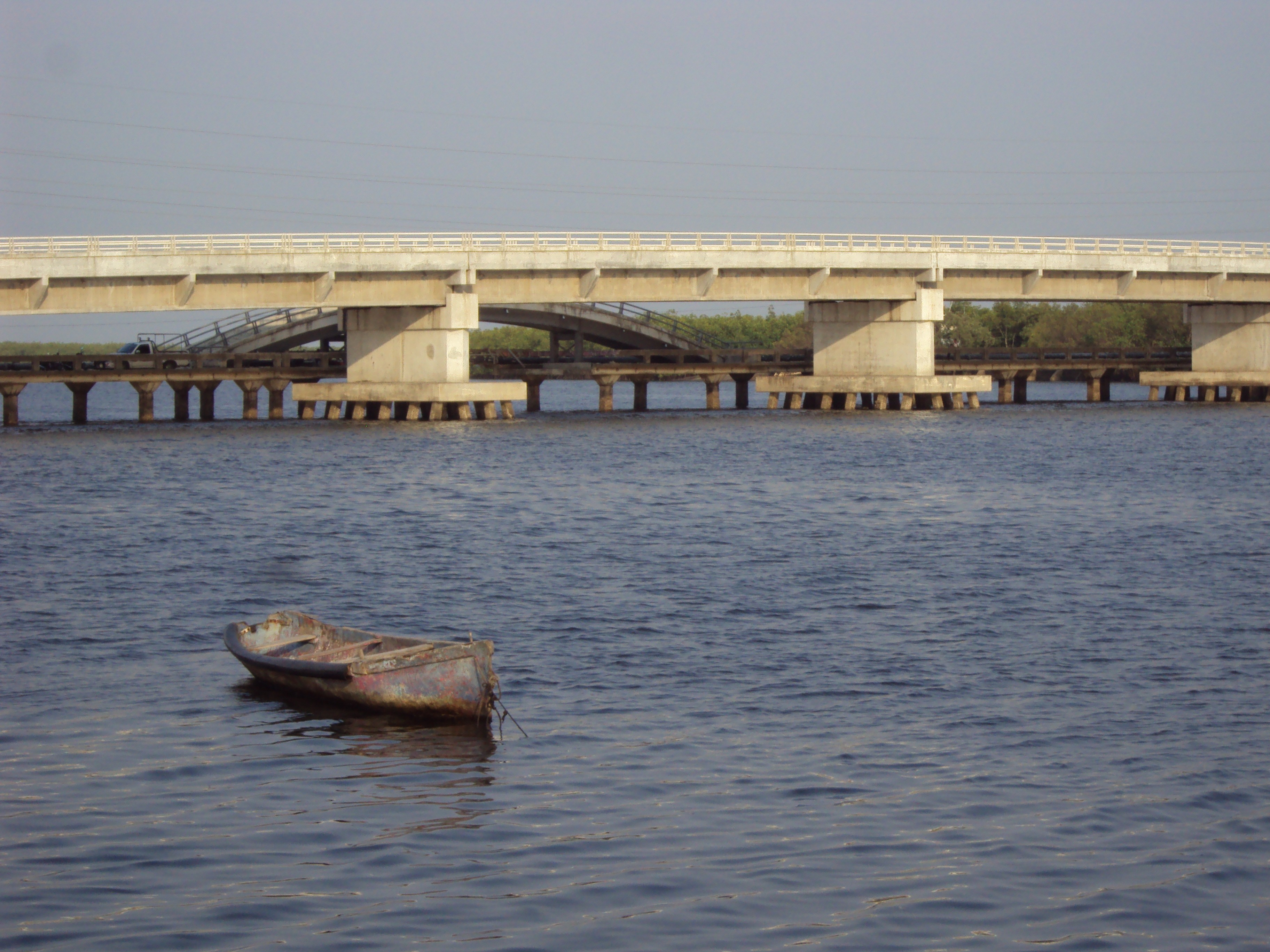
Puenta a Corinto

Corinto tiene el puerto más grande e importante de Nicaragua. Además de mercancías estándar, el puerto cuenta con terminales para tráfico de contenedores, buques tanque y cruceros. El puerto está bien ubicado ya que está protegido por la Isla El Cardón y la península de Isla Castañones.

## Ciudades hermanadas
Corinto está hermanada con las siguientes ciudades:
- Bandar Abbás[3]
- Bremen
- Colonia - ciudad alemana en donde curso estudios de ingeniería el recordado Subcomandante Enrique Schmidt Cuadra nacido en la ciudad-puerto nicaragüense. Desde julio de 2021 este hermanamiento está congelado.[4]
- Portland

## Galería
|  |  |  |  |  |